# Butil
Un butil és el grup alquil que conté quatre àtoms de carboni enllaçat entre si i a nou àtoms d'hidrogen, la qual fórmula molecular és {\displaystyle {\ce {C4H9 -}}}. Deriva del butà per eliminació d'un àtom d'hidrogen. No existeix lliure a la naturalesa. Presenta quatre isòmers estructurals.

## Nomenclatura
El mot butil prové del radical químic but–, i aquest de l'adjectiu butíric, d'àcid butíric, a partir de la paraula llatina, butyrum (o buturum), 'mantega', ja que l'àcid butíric o àcid butanoic fou observat per primera vegada en la mantega rància pel químic francès Michel Eugène Chevreul (1786–1889) i que s'empra en química orgànica per nomenar les cadenes de quatre àtoms de carboni. I la terminació -il, del grec hýlē 'matèria, principi' usat a química orgànica per anomenar els grups alquil.

## Estructura
- Butil normal o n-butil: {\displaystyle {\ce {CH3-CH2-CH2-CH2 -}}} (nom sistemàtic complet: butil).
- Butil secundari o sec-butil: {\displaystyle {\ce {CH3-CH2-CH(CH3) -}}} (nom sistemàtic: 1-metilpropil).

- Isobutil: {\displaystyle {\ce {(CH3)2CH-CH2 -}}} (nom sistemàtic: 2-metilpropil).
- Butil terciari, tert-butil o t-butil: {\displaystyle {\ce {(CH3)3C -}}} (nom sistemàtic: 1,1-dimetiletil)

| Estructura del grup butil enllaçada a un grup R | Nom comú                          | Nomenclatura de la IUPAC | Nom alternatiu  | Nom sistemàtic complet | Símbol             |
| ----------------------------------------------- | --------------------------------- | ------------------------ | --------------- | ---------------------- | ------------------ |
|                                                 | butil normal n-butil              | butil                    |                 | butan-1-il             | Bu, n-Bu, nBu, nBu |
|                                                 | butil secundari sec-butil         | butan-2-il               | 1-metilpropil   | butan-2-il             | s-Bu, sBu, sBu     |
|                                                 | isobutil                          | 2-metilpropil            | 2-metilpropil   | 2-metilpropan-1-il     | i-Bu, iBu, iBu     |
|                                                 | butil terciari tert-butil t-butil | tert-butil               | 1,1-dimetiletil | 2-metilpropan-2-il     | t-Bu, tBu, tBu     |

Per exemple, l'acetat de butil té els següents isòmers:
| Acetat de butil   | Acetat d'isobutil | acetat de sec-butil | Acetat de terc-butil |
| Acetat de n-butil | Acetat d'isobutil | Acetat de sec-butil | Acetat de tert-butil |

### Efecte deltert-butil
El substituent tert-butil es fa servir en química per al control de la reacció de l'estabilització cinètica junt amb altres grups com els del trimetilsilil.